# Włodzimierz Gruszczyński (architekt)
Włodzimierz Bolesław Gruszczyński herbu Poraj (ur. 19 stycznia 1906 w Krakowie, zm. 24 lutego 1973 tamże) – polski architekt. Profesor Wydziału Architektury Politechniki Krakowskiej i współinicjator jego powstania.

## Życiorys
Twórca krakowskiej szkoły architektury. Inspirator kierunków twórczości architektonicznej:
- architektury regionalnej – koncepcje architektury regionalnej tradycyjnej i współczesnej
- architektury wielkoprogramowej na tradycjach architektury polskiej
- architektury futurologicznej i założeń przestrzennych architektury przyszłościowej
- autor twórczych koncepcji kształtowania zespołów architektury zabytkowej (proj. Ukształtowania Rynku Krakowskiego, Projekt Uporządkowania Wzgórza Wawelskiego).

Był nauczycielem i wychowawcą licznej kadry architektów.
Artysta malarz – pejzaże jako tło architektury wpisanej w krajobraz.

## Odznaczenia i nagrody
- Krzyż Oficerski Orderu Odrodzenia Polski za całokształt działalności twórczej i dydaktycznej
- Nagroda Miasta Krakowa (1972)
- Krakowska Nagroda SARP za twórczość architektoniczną (1972)